# 瓦斯农
瓦斯农（法語：Voisenon，法語發音：[vwaznɔ̃] ⓘ）是法国塞纳-马恩省的一个市镇，属于默伦区。

## 地理
瓦斯农（48°34'18"N, 2°39'51"E）面积3.36 平方千米，位于法国法蘭西島大區塞纳-马恩省，该省份为法国北部内陆省份，北起瓦兹省，西接埃松省、马恩河谷省、塞纳-圣但尼省和瓦兹河谷省，南至卢瓦雷省，东南接约讷省，东临马恩省和奥布省，东北接埃纳省。
与瓦斯农接壤的市镇（或旧市镇、城区）包括：雅尔河畔蒙特罗、默倫、吕贝勒、韦尔圣但尼。

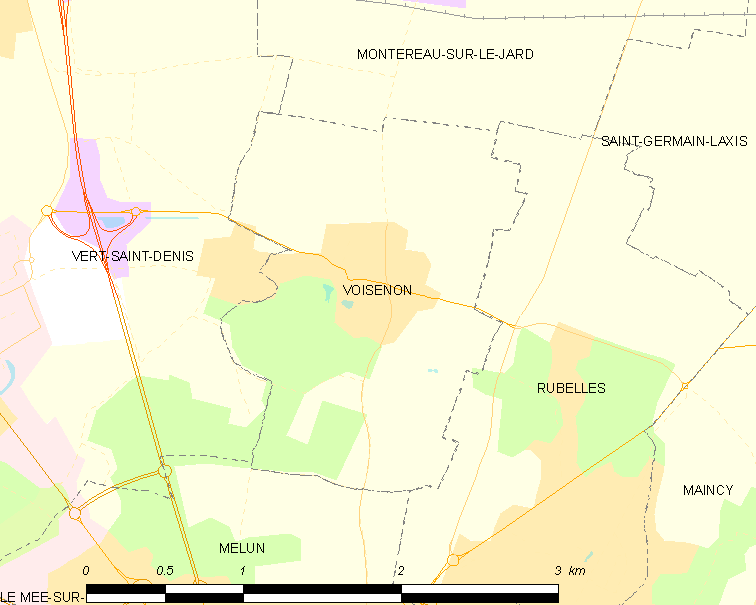
瓦斯农的OSM定位图

瓦斯农的时区为UTC+01:00、UTC+02:00（夏令时）。

## 行政
瓦斯农的邮政编码为77950，INSEE市镇编码为77528。

## 政治
瓦斯农所属的省级选区为默伦县。

## 人口

1962-2008年间瓦斯农人口变化图示

瓦斯农于2022年1月1日时的人口数量为1169人。